# 愛普廬影戲院
愛普廬影戲院（Apollo Theater），是上海市历史上的一家电影院。愛普廬影戲院开业于1911年12月21日，是上海市最早开业的电影院之一。電影院的創建者是S.G.Hertzberg。